# 洛斯奇萊斯縣
洛斯奇萊斯縣（西班牙語：Cantón de Los Chiles），是哥斯達黎加的縣份，位於該國西北部，由阿拉胡埃拉省負責管轄，首府設於洛斯奇萊斯，始建於1970年3月17日，面積1,358.67平方公里，海拔高度43米，2011年人口15,962人，人口密度每平方公里11.75人。
11°1′59″N 84°42′51″W / 11.03306°N 84.71417°W